# Oktobernoten
Oktobernoten var en dansk diplomatisk note til den britiske regering af 19. oktober 1946 om Sydslesvigs statsretlige forhold.
Oktobernoten var den danske regerings svar på den britiske Septembernote fra 9. september 1946, hvori briterne tilbød Danmark, at der enten kunne gennemføres en udveksling af de to slesvigske mindretal eller en grænseregulering med eller uden folkeafstemning. Med Septembernoten pressede briterne den danske regering til at bekende kulør, efter at det politiske Danmark havde været dybt splittet i spørgsmålet om en mulig grænseændring. 
Især Det Radikale Venstre stillede sig i vejen for muligheden for en ny afstemning, der kunne bringe Sydslesvig eller dele af Sydslesvig hjem. I efteråret 1946 måtte den daværende statsminister Knud Kristensen fra Venstre derfor nødtvungent præcisere den danske politik i Sydslesvigspørgsmålet i Oktobernoten. Denne fastslog, at "grænsen (som vi kender den i dag) ligger fast" og krævede i stedet at de danske sydslesvigere skulle have ret til at udøve deres national selvbestemmelsesret i fremtiden. Afslaget på en grænseændring førte til stor skuffelse hos mange i Danmark og især hos de dansksindede syd for grænsen, der følte sig svigtet. 